# اندیس آنومالی دوشان تپه
آنومالی دوشان تپه یک اندیس فلزی است که در حوالی شهر دیزج استان آذربایجان غربی قرار دارد و مادهٔ معدنی موجود در آن، طلا است.سنگ میزبان این اندیس شیل، سیلتستون، ماسه‌سنگ، کنگلومرا، چرت رادیولاری و آهن‌دار و میکروگابرو است  در این اندیس، پاراژنز‌های سینابر، هماتیت، مگنتیت، لیمونیت، کلریت و کرومیت یافت می‌شوند.